# 이시하라 나오키
이시하라 나오키(일본어: 石原 直樹, 1984년 8월 14일 ~ )는 일본의 전 축구 선수이다.

## 구단 경력
그는 2003년부터 2021년까지 J리그의 쇼난 벨마레, 오미야 아르디자, 산프레체 히로시마, 우라와 레즈, 베갈타 센다이에서 활동하였다.